# Bangladesh op de Olympische Zomerspelen 2012
Bangladesh nam deel aan de Olympische Zomerspelen 2012 in Londen, Verenigd Koninkrijk.

## Deelnemers en resultaten
(m) = mannen, (v) = vrouwen 

### Atletiek
| Olympiër   | Onderdeel | Resultaat | Prestatie                 |
| ---------- | --------- | --------- | ------------------------- |
| Mohan Khan | 100m (m)  | 67e       | serie 1: 5e in 11,25 (PB) |

### Boogschieten
| Olympiër            | Onderdeel       | Resultaat | Prestatie                                                           |
| ------------------- | --------------- | --------- | ------------------------------------------------------------------- |
| Emdadul Haque Milon | individueel (m) | 33e       | plaatsingsronde: 61e met 636 punten 1e ronde: V van GBR Godfrey 0-6 |

### Gymnastiek
| Olympiër     | Onderdeel                | Resultaat | Prestatie                                                                                            |
| ------------ | ------------------------ | --------- | --- |
| Syque Caesar | meerkamp individueel (m) | 50e       | kwalificatie vloer: 29e met 14.666 punten brug: 27e met 14.766 punten rekstok: 50e met 13.700 punten |

### Schietsport
| Olympiër      | Onderdeel           | Resultaat | Prestatie                                       |
| ------------- | ------------------- | --------- | ----------------------------------------------- |
| Sharmin Ratna | 10m luchtgeweer (v) | 27e       | kwalificatie: 27e met 393 punten (95-99-100-99) |

### Zwemmen
| Olympiër              | Onderdeel          | Resultaat | Prestatie            |
| --------------------- | ------------------ | --------- | -------------------- |
| Mahfizur Rahman Sagor | 50m vrije slag (m) | 39e       | serie 4: 7e in 24,64 |

Afghanistan · Albanië · Algerije · Amerikaanse Maagdeneilanden · Amerikaans-Samoa · Andorra · Angola · Antigua en Barbuda · Argentinië · Armenië · Aruba · Australië · Azerbeidzjan · Bahama's · Bahrein · Bangladesh · Barbados · België · Belize · Benin · Bermuda · Bhutan · Bolivia · Bosnië en Herzegovina · Botswana · Brazilië · Britse Maagdeneilanden · Brunei · Bulgarije · Burkina Faso · Burundi · Cambodja · Canada · Centraal-Afrikaanse Republiek · Chili · China · Chinees Taipei · Colombia · Comoren · Congo-Brazzaville · Congo-Kinshasa · Cookeilanden · Costa Rica · Cuba · Cyprus · Denemarken · Djibouti · Dominica · Dominicaanse Republiek · Duitsland · Ecuador · Egypte · El Salvador · Equatoriaal-Guinea · Eritrea · Estland · Ethiopië · Fiji · Filipijnen · Finland · Frankrijk · Gabon · Gambia · Georgië · Ghana · Grenada · Griekenland · Groot-Brittannië · Guam · Guatemala · Guinee · Guinee‑Bissau · Guyana · Haïti · Honduras · Hongarije · Hongkong · Ierland · IJsland · India · Indonesië · Irak · Iran · Israël · Italië · Ivoorkust · Jamaica · Japan · Jemen · Jordanië · Kaaimaneilanden · Kaapverdië · Kameroen · Kazachstan · Kenia · Kirgizië · Kiribati · Koeweit · Kroatië · Laos · Lesotho · Letland · Libanon · Liberia · Libië · Liechtenstein · Litouwen · Luxemburg · Macedonië · Madagaskar · Malawi · Maldiven · Maleisië · Mali · Malta · Marshalleilanden · Marokko · Mauritanië · Mauritius · Mexico · Micronesië · Moldavië · Monaco · Mongolië · Montenegro · Mozambique · Myanmar · Namibië · Nauru · Nederland · Nepal · Nicaragua · Nieuw-Zeeland · Niger · Nigeria · Noord-Korea · Noorwegen · Oeganda · Oekraïne · Oezbekistan · Oman · Oostenrijk · Oost-Timor · Pakistan · Palau · Palestina · Panama · Papoea-Nieuw-Guinea · Paraguay · Peru · Polen · Portugal · Puerto Rico · Qatar · Roemenië · Rusland · Rwanda · Saint Kitts en Nevis · Saint Lucia · Saint Vincent en Grenadines · Salomonseilanden · Samoa · San Marino · Sao Tomé en Principe · Saoedi-Arabië · Senegal · Servië · Seychellen · Sierra Leone · Singapore · Slovenië · Slowakije · Soedan · Somalië · Spanje · Sri Lanka · Suriname · Swaziland · Syrië · Tadzjikistan · Tanzania · Thailand · Togo · Tonga · Trinidad en Tobago · Tsjaad · Tsjechië · Tunesië · Turkije · Turkmenistan · Tuvalu · Uruguay · Vanuatu · Venezuela · Verenigde Arabische Emiraten · Verenigde Staten · Vietnam · Wit-Rusland · Zambia · Zimbabwe · Zuid-Afrika · Zuid-Korea · Zweden · Zwitserland · Onafhankelijke atleten